# تانی‌ویل، میسوری
تانی‌ویل (به انگلیسی: Taneyville) یک روستا (ایالات متحده آمریکا) در ایالات متحده آمریکا است که در شهرستان تانی، میزوری واقع شده‌است.
 تانی‌ویل ۱٫۱۷ کیلومتر مربع مساحت و ۳۹۶ نفر جمعیت دارد و ۳۲۷ متر بالاتر از سطح دریا واقع شده‌است.